# シルウェステル4世 (対立教皇)
シルウェステル4世（? - ?）は、ローマ教皇であるパスカリス2世の対立教皇である（在位：1105年 - 1111年）。

## 生涯
教皇のパスカリス2世は神聖ローマ帝国の継承問題に介入し、ハインリヒ5世を支援してハインリヒ4世を廃した。これにより一時的に教皇・皇帝は和睦したが、やはりこの2人も叙任権闘争で争い出した。1105年にハインリヒ5世はパスカリス2世の廃位を宣言し、新たに擁立したのがシルウェステル4世である。
しかしシルウェステル4世は聖職者や貴族、市民らの支持を得ることができず、すぐにローマを追放された。1111年にハインリヒ5世とパスカリス2世が和睦すると、全ての官職と地位を剥奪された。